# Přežvýkavec

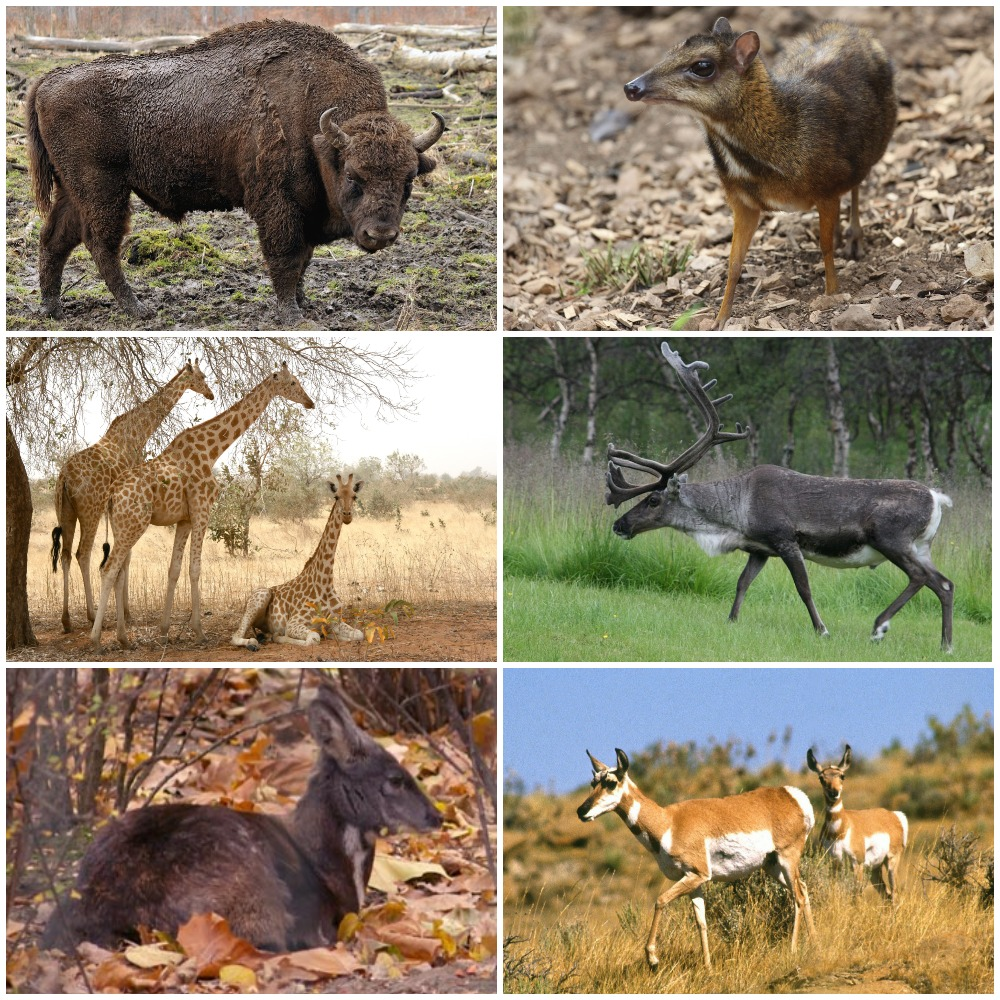
příklady přežvýkavců

Přežvýkavec je sudokopytník, který tráví potravu ve dvou krocích. Potravu nejprve sežvýká a spolkne a poté natrávenou směs zvrátí zpět do úst, kde ji znovu přežvýkává, a tím maximalizuje zisk z potravy.
Mezi přežvýkavce patří všichni přežvýkaví (např. kráva, koza, ovce, jelen, antilopa) a navíc velbloudovití (velbloudi a lamy).